# Ville Räikkönen
Ville Räikkönen (Tuusula, 14 de febrero de 1972) es un deportista finlandés que compitió en biatlón.
Participó en los Juegos Olímpicos de Nagano 1998, obteniendo una medalla de bronce en la prueba de velocidad. Ganó una medalla de bronce en el Campeonato Europeo de Biatlón de 1994, en la prueba individual.

## Palmarés internacional
| Juegos Olímpicos   | Juegos Olímpicos        | Juegos Olímpicos  | Juegos Olímpicos |
| Año                | Lugar                   | Medalla           | Prueba           |
| ------------------ | ----------------------- | ----------------- | ---------------- |
| 1998               | Nagano (Japón)          | Medalla de bronce | Velocidad        |
| Campeonato Europeo |                         |                   |                  |
| Año                | Lugar                   | Medalla           | Prueba           |
| 1994               | Kontiolahti (Finlandia) | Medalla de bronce | Individual       |